# Mormonisme
Le mormonisme est la tradition religieuse et la théologie du mouvement des saints des derniers jours du christianisme restaurationniste lancé par Joseph Smith dans l'Ouest de l'État de New York dans les années 1820 et 1830. L'historien Sydney E. Ahlstrom écrivait en 1982 : « On ne peut même pas être sûr si [le mormonisme] est une secte, un culte à mystère, une nouvelle religion, une Église, un peuple, une nation ou une sous-culture américaine ; à des moments et des lieux différents, [le mormonisme] est tout cela,. »
Un élément important de la théologie mormone est le Livre de Mormon, qui se décrit comme une chronique des premiers peuples autochtones des Amériques et de leurs relations avec Dieu. La théologie mormone comprend les croyances chrétiennes dominantes avec des modifications découlant de la croyance dans les révélations faites à Smith et à d'autres chefs religieux. Cela inclut l’utilisation et la croyance dans la Bible et d’autres textes religieux, notamment les Doctrine et Alliances et la Perle de grand prix. Le mormonisme comprend des doctrines importantes sur le mariage éternel, la progression éternelle, le baptême pour les morts, la polygamie ou le mariage plural, la pureté sexuelle, la santé (précisée dans la Parole de Sagesse), le jeûne et l'observance du sabbat.
La théologie elle-même n’est pas uniforme ; dès 1831, et surtout après la mort de Joseph Smith, divers groupes se séparèrent de l'Église du Christ établie par Smith. Outre les différences de leadership, ces groupes diffèrent le plus significativement dans leurs positions sur la polygamie, que l'Église de Jésus-Christ des Saints des Derniers, dont le siège est en Utah a interdite en 1890, et sur le trinitarisme, que l'Église de Jésus-Christ des Saints des derniers jours n'affirme pas de la même façon que les autres Églises qui se réclament des credos (Nicée, Chalcédoine…) que d'ailleurs d'autres Églises ne revendiquent pas (par exemple les églises orientales orthodoxe, les coptes, les Églises des deux conciles) mais également les protestants et les orthodoxes ne considèrent pas les derniers conciles catholiques comme le concile de Trente. En somme, il n'y a donc aucun consensus sur la reconnaissance ou non des différents conciles œcuméniques. La branche de la théologie qui cherche à maintenir la pratique de la polygamie est connue sous le nom de fondamentalisme mormon et comprend plusieurs églises différentes qui sont toutes rejetées par l'Église de Jésus-Christ des saints des derniers jours, et s'ils la pratiquent, ses membres sont excommuniés. Des groupes non affiliés à l'Église de Jésus-Christ des Saints des Derniers Jours officielle affirment le trinitarisme de la même manière que d'autres églises œcuméniques, comme la Communauté du Christ (anciennement Église réorganisée de Jésus-Christ des Saints des Derniers Jours), et décrivent leur doctrine comme une restauration chrétienne trinitaire en désaccord donc avec la doctrine officielle et l'enseignement de l'Église de Jésus-Christ des saints des derniers jours.

## Aperçu historique

Représentation artistique de la Première Vision

Les doctrines du mormonisme ont commencé avec le garçon de ferme Joseph Smith dans les années 1820 dans l'ouest de l'État de New York, au cours d'une période d'excitation religieuse connue sous le nom de Deuxième Grand Réveil. Joseph, âgé de 14 ans, était déterminé à découvrir quelle église enseigne la vraie doctrine de Dieu. Il croyait que Dieu existait, mais les contradictions dans chaque église qu'il fréquentait le rendaient confus. Dans Joseph Smith-History, il écrit : « Alors que je travaillais dans les difficultés extrêmes causées par les luttes entre ces partis de religionistes, je lisais un jour l'épître de Jacques, premier chapitre et cinquième verset, qui dit : « Si quelqu'un d'entre vous manque de sagesse, qu'il la demande à Dieu, qui donne à tous généreusement et sans reproche, et elle lui sera donnée ». » Après avoir prié pour savoir à quelle dénomination, il devait adhérer, Smith a déclaré avoir reçu une vision au printemps 1820. Au cours de ce qui est appelé la « Première Vision », Smith a déclaré que Dieu le Père et son fils Jésus-Christ lui sont apparus et lui ont demandé de ne rejoindre aucune des églises existantes parce qu'elles avaient toutes tort. Au cours des années 1820, Smith a fait la chronique de plusieurs visites angéliques et on lui a finalement dit que Dieu l'utiliserait pour rétablir la véritable Église chrétienne.
Joseph Smith a déclaré que le Livre de Mormon avait été traduit à partir d'écritures sur des plaques d'or dans une langue égyptienne réformée, traduite avec l'aide d'Urim et Thummim et des pierres de voyant. Il a déclaré qu'un ange lui avait montré pour la première fois l'emplacement des plaques en 1823, enterrées dans une colline voisine. Avec l'aide de Martin Harris, l'un des premiers disciples, Smith commença à dicter le texte du Livre de Mormon le 12 avril 1828. Bien que la traduction ait été interrompue par la persécution, le travail continu de Smith afin de subvenir aux besoins de sa famille et la perte de 116 pages par Harris, le manuscrit du Livre de Mormon fut terminé en juin 1829.
L’exactitude historique et la véracité du Livre de Mormon étaient, au moment de sa publication et jusqu’à nos jours, âprement contestées. Parallèlement aux différends concernant le Livre de Mormon, l'Église primitive du Christ a été persécutée par les habitants de plusieurs villes dans lesquelles ils tentaient de se rassembler et « d'établir le royaume de Dieu sur la terre ».
Le plus grand groupe de mormons a accepté Brigham Young comme nouveau prophète et, sous sa direction, a émigré vers ce qui est devenu le territoire de l'Utah. Là, l'Église commença la pratique ouverte du mariage plural, une forme de polygynie que Smith avait instituée à Nauvoo. Le mariage plural est devenu la caractéristique la plus sensationnelle de la foi au XIXe siècle, mais une vigoureuse opposition du Congrès américain a menacé l'existence de l'Église en tant qu'institution légale. En outre, la polygamie était également une cause majeure de l'opposition au mormonisme dans les États de l'Idaho et de l'Arizona. Dans le Manifeste de 1890, le président de l'Église, Wilford Woodruff, a annoncé la fin officielle du mariage plural.
En raison de cette abolition formelle du mariage plural, plusieurs petits groupes ont rompu avec l'Église LDS (fr.SDJ) et ont formé des dénominations suivant ce qu'ils appelaient le fondamentalisme mormon. Cependant, l'Église LDS a connu la plus forte croissance parmi toutes les églises suivant le mormonisme, avec un effectif actuel de plus de 16 millions de membres.

## Théologie

### Nature de Dieu
Dans le mormonisme orthodoxe, le terme Dieu fait généralement référence au Dieu biblique le Père, que les saints des derniers jours appellent Elohim,,, et le terme Divinité fait référence à un conseil de trois personnes divines distinctes composé de Dieu le Père, Jésus-Christ (son Fils premier-né, que les saints des derniers jours appellent Jéhovah) et le Saint-Esprit,. Les saints des derniers jours croient que le Père, le Fils et le Saint-Esprit sont trois êtres distincts et que le Père et Jésus ont perfectionné et glorifié des corps physiques, tandis que le Saint-Esprit est un esprit sans corps physique,. Joseph Smith a enseigné que Dieu était autrefois un homme sur une autre planète avant d’être exalté au rang de Dieu.
Cette conception diffère de la Trinité chrétienne traditionnelle de plusieurs manières, l'une d'entre elles étant que le mormonisme n'a pas adopté ou continué à maintenir la doctrine du Credo de Nicée, selon laquelle le Père, le Fils et le Saint-Esprit sont de la même substance ou du même être.